# Šolski center Krško - Sevnica
Gimnazija Krško je bila ena izmed organizacijskih enot Šolskega centra Krško - Sevnica, ki je izvajala program Tehniška gimnazija. Ustanovljena je bila leta 1999 in tako nastala na tradiciji tehniškega izobraževanja v Krškem. Januarja leta 2020 je bila s sklepom vlade združena s Srednjo poklicno in strokovno šolo Krško v Srednjo šolo Krško

## Zgodovina
Tehniška šola v Krškem je leta 1957 v tedanjo Tehniško srednjo šolo Videm-Krško na Hočevarjevem trgu vpisala 1. generacijo dijakov. S spreminjanjem potreb v gospodarstvu, so se spreminjali tudi programi, ki so se izvajali na šoli.
Leta 1998 je bil sprejet nov izobraževalni program Tehniška gimnazija, iz katere se lahko dijaki vpišejo na univerzitetne študije z opravljeno maturo. Tehniške gimnzije nudijo tako splošna, kot tudi specifična strokovna znanja.
Od leta 1999 naprej Srednja šola Krško vsako leto vpisuje 1 ali 2 oddelka Tehniške gimnazije.
Gimnazija je spremenila svojo lokacijo januarja 2002 v novo zgradbo na CKŽ 131 v Krškem.
Leta 2005 je bil ustanovljen javno-izobraževalni zavod Šolski Center Krško-Sevnica, Strokovna gimnazija pa je tako postala ena od treh organizacijskih enot zavoda (poleg Srednje poklicne in strokovne šole Krško ter Srednje šole Sevnica).
Leta 2008 se je preimenovala v Gimnazijo Krško.